# Breugel (Pays-Bas)
Pour les articles homonymes, voir Breugel.
Breugel est un village situé dans la commune néerlandaise de Son en Breugel, dans la province du Brabant-Septentrional. Le 1er janvier 2007, le village comptait 4 750 habitants.